# 埃屈布朗 (弗里堡州)
埃屈布朗（法語：Écublens，法語發音：[ekyblɑ̃]）是瑞士弗里堡州的一个市镇，位於該國西部，面積4.9平方公里，海拔高度594米，2011年人口289，六成半人口信奉羅馬天主教，人口密度每平方公里59人。